# 1ª Divisão 1959 (hockey su pista)
La 1ª Divisão 1959 è stata la 21ª edizione del torneo di primo livello del campionato portoghese di hockey su pista. La manifestazione fu disputata tra il 4 luglio e il 21 dicembre 1959. Il titolo è stato conquistato dal Sintra per la quarta volta nella sua storia.

## Stagione

### Formula
La 1ª Divisão 1959 vide ai nastri di partenza ventidue club divisi in due gironi; ogni girone fu organizzato con un girone all'italiana, con gare di andata e ritorno. Erano assegnati tre punti per l'incontro vinto e due punti a testa per l'incontro pareggiato, mentre ne era attribuito uno solo per la sconfitta. Al termine della prima fase le prime quattro squadre di ogni gruppo si qualificarono alla fase finale; la vincitrice venne proclamata campione del Portogallo.

## Prima fase

### Regional do Norte
|  | Pos. | Squadra                  | Pt | G  | V  | N | P  | GF | GS | DR  |
|  | ---- | ------------------------ | -- | -- | -- | - | -- | -- | -- | --- |
|  | 1.   | Estrela                  | 52 | 18 | 16 | 2 | 0  | 83 | 34 | +49 |
|  | 2.   | Infante de Sagres        | 50 | 18 | 16 | 0 | 2  | 84 | 36 | +47 |
|  | 3.   | Académica                | 40 | 18 | 10 | 2 | 6  | 79 | 59 | +20 |
|  | 4.   | Porto                    | 38 | 18 | 9  | 2 | 7  | 53 | 44 | +9  |
|  | 5.   | Carvalhos                | 37 | 18 | 8  | 3 | 7  | 69 | 61 | +8  |
|  | 6.   | Sanjoanense              | 36 | 18 | 8  | 2 | 8  | 47 | 37 | +10 |
|  | 7.   | Escola Livre             | 31 | 18 | 7  | 0 | 11 | 58 | 58 | 0   |
|  | 8.   | Boavista                 | 27 | 18 | 4  | 1 | 13 | 39 | 80 | -41 |
|  | 9.   | Cdup                     | 26 | 18 | 3  | 2 | 13 | 38 | 85 | -47 |
|  | 10.  | Educação Fisica Do Norte | 24 | 18 | 3  | 0 | 15 | 31 | 86 | -55 |

Legenda:
  Qualificata alla fase finale.
      Retrocesse in 2ª Divisão 1960.
Note:
Tre punti a vittoria, due a pareggio, uno a sconfitta.

### Regional do Sul
|  | Pos. | Squadra          | Pt | G  | V  | N | P  | GF  | GS  | DR   |
|  | ---- | ---------------- | -- | -- | -- | - | -- | --- | --- | ---- |
|  | 1.   | Benfica          | 60 | 22 | 18 | 2 | 2  | 120 | 53  | +67  |
|  | 2.   | Sintra           | 59 | 22 | 17 | 3 | 2  | 103 | 53  | +50  |
|  | 3.   | Paço de Arcos    | 53 | 21 | 14 | 4 | 3  | 71  | 43  | +28  |
|  | 4.   | Campo de Ourique | 51 | 21 | 15 | 0 | 6  | 87  | 38  | +49  |
|  | 5.   | Mundet           | 46 | 21 | 12 | 1 | 8  | 71  | 59  | +12  |
|  | 6.   | Sporting CP      | 42 | 21 | 9  | 3 | 9  | 61  | 59  | +2   |
|  | 7.   | CUF Barreiro     | 41 | 22 | 8  | 3 | 11 | 58  | 63  | -5   |
|  | 8.   | CF Benfica       | 41 | 22 | 9  | 1 | 12 | 63  | 69  | -6   |
|  | 9.   | Cascais          | 38 | 22 | 8  | 0 | 14 | 67  | 95  | -28  |
|  | 10.  | Oeiras           | 34 | 22 | 5  | 2 | 15 | 54  | 75  | -21  |
|  | 11.  | Parede           | 30 | 22 | 3  | 2 | 17 | 56  | 103 | -47  |
|  | 12.  | Lisgas           | 25 | 22 | 1  | 1 | 20 | 47  | 147 | -100 |

Legenda:
  Qualificata alla fase finale.
      Retrocesse in 2ª Divisão 1960.
Note:
Tre punti a vittoria, due a pareggio, uno a sconfitta.

## Fase finale
|  | Pos. | Squadra           | Pt | G  | V  | N | P  | GF | GS | DR  |
|  | ---- | ----------------- | -- | -- | -- | - | -- | -- | -- | --- |
|  | 1.   | Sintra            | 37 | 14 | 12 | 1 | 1  | 56 | 27 | +29 |
|  | 2.   | Campo de Ourique  | 34 | 14 | 10 | 2 | 2  | 52 | 28 | +24 |
|  | 3.   | Paço de Arcos     | 31 | 14 | 7  | 3 | 4  | 48 | 38 | +10 |
|  | 4.   | Benfica           | 27 | 14 | 7  | 1 | 6  | 56 | 42 | +14 |
|  | 5.   | Infante de Sagres | 27 | 13 | 7  | 0 | 6  | 41 | 40 | +1  |
|  | 6.   | Académica         | 21 | 13 | 3  | 2 | 8  | 41 | 50 | -9  |
|  | 7.   | Estrela           | 19 | 13 | 2  | 2 | 9  | 32 | 48 | -16 |
|  | 8.   | Famalicense       | 14 | 13 | 0  | 1 | 12 | 22 | 75 | -53 |

Legenda:
      Campione del Portogallo.
Note:
Tre punti a vittoria, due a pareggio, uno a sconfitta.